# Melipeuco
Melipeuco (del mapudungun: encuentro de cuatro aguas) es una comuna chilena de la zona sur de Chile, en la Provincia de Cautín en la  Región de la Araucanía, fundada en 1981, convirtiéndose en un nuevo sector andino de la región y actualmente una de los polos turísticos por su cercano parque nacional Conguillío. Al noroeste de la comuna, en el límite con Vilcún, se encuentra el parque nacional Conguillío en cuyo interior está el volcán Llaima. 

## Etimología
Melipeuco (mapudungún: encuentro de cuatro aguas). Existe la otra versión de que antiguos habitantes de este bello pueblo a las plantas del volcán Llaima, de los ríos Peuco, río Truful-Truful y Allipén; proviene de la denominación que le daban los naturales Peunko (aguas transparentes), Pewunko (Agua que brota en la mañana) y a este se le anteponía la palabra Meli por estar el pueblo en la comunidad Juan Meli.

## Historia

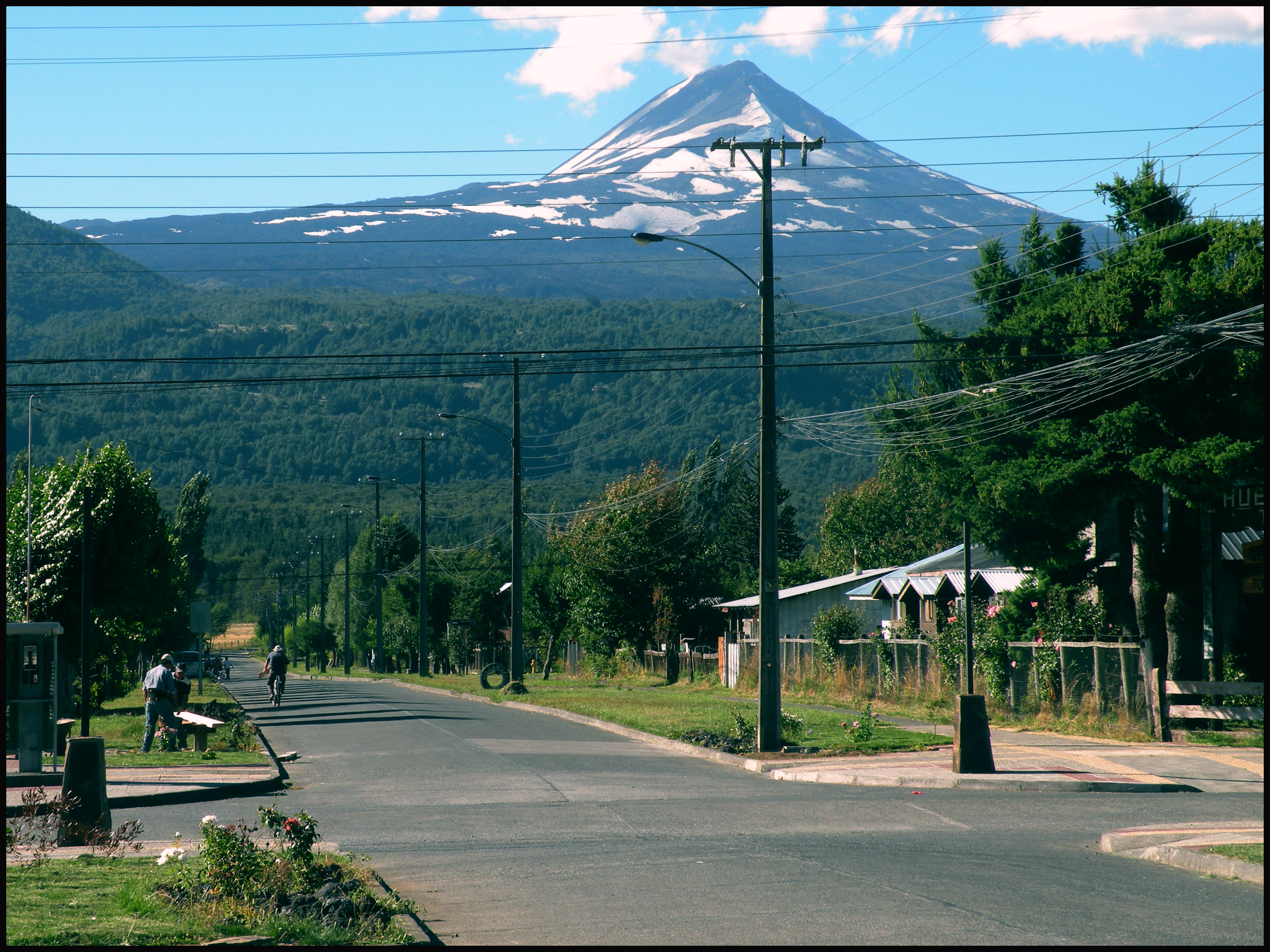
Vista del Llaima desde Melipeuco

Se cuenta que entre los que pasaban por esta tierra, un día acertó a pasar un gûlûche llamado Juan Meli que se hizo muy amigo de Antonio Relmucao y este siempre le invitaba a que se quedara, ya que había tanta tierra y bonitas mujeres y, que nada le faltaría. Pasó el tiempo y volvió Meli a cobrarle la palabra un día. Se casó con Carmen Relmucao y de ellos nacieron Manuel, Tránsito y José Cruz Meli Relmucao. 
Desde ahí se fue poblando el valle y empezó a llegar gente de otros sectores, a veces perseguidos huyendo de la justicia, otros comerciantes buscando una mejor vida, contrabandistas, por supuestos malandrines y cuatreros que mataban, saqueaban quemaban las casas de los mapuches llevándose enseres y animales. Llegaron además colonos y explotadores de la madera como Cruzato en Tracura, Landa en El Escorial, Padilla en Casa de Agua, Migueles en Coyanco, Brothers Cooper en Arpewe y Cabeza de Indio. La población fue aumentando con la venta de madera, la hechura de durmientes para el ferrocarril fueron dando auge al comercio y a este valle. Así fue que conversando los caciques en una reunión, el tema de hacer un pueblo y los beneficios que obtendrían como escuelas, salud, caminos, negocios. El que hacía de secretario en dicha reunión era don Juan Antonio Osorio. Lograron convencer a los Meli y Relmucao de ceder terrenos para la fundación del pueblo de Melipeuco, lo que llega en la actualidad a 6000 almas que están repartidas en un 35% en el pueblo y 65 % en el área rural.

## Medio ambiente

### Geomorfología y componentes abióticos

Trazado simplificado de los ecosistemas y cuerpos de agua presentes en la comuna de Melipeuco.

La comuna de Melipeuco se encuentra emplazada en las unidades geomorfológicas de Cordillera volcánica activa y Precordillera; y presenta según la clasificación climática de Köppen clima de tundra de lluvia invernal (ET (s)), clima mediterráneo de lluvia invernal (Csb), clima mediterráneo de lluvia invernal de altura (Csb (h)), clima mediterráneo frío de lluvia invernal (Csc) y clima templado lluvioso con leve sequedad estival (Cfb (s)). Esta además se halla entre las cuencas hidrográficas de río Biobío, río Imperial y río Toltén. Además, la comuna posee diversos cuerpos de agua, entre los que se destacan la laguna Conguillio y laguna Quilillo o Verde; y río Allipén y río El Manzano.

### Componentes bióticos
El parque nacional Conguillío, está inserto mayoritariamente en la Región de los Bosques Andino-Patagónicos y, dentro de esta en la Subregión de la Cordillera de la Araucanía. La Unidad también está inserta en la Región de los Bosques Caducifolios y, dentro de la Subregión de los Bosques Caducifolios Andino. Dentro de la primera Subregión, el Parque tiene representada las Formaciones Vegetales Bosques Caducifolios Alto-Andino con Araucaria y Bosque Caducifolio Mixto de la Cordillera de los Andes, en el interior de la segunda Subregión.
Dentro del territorio de la comuna se pueden hallar los siguientes ecosistemas:
- Bosque caducifolio templado andino donde predominan Nothofagus alpina y Dasyphyllum diacanthoides (En peligro)
- Bosque caducifolio templado andino donde predominan Nothofagus alpina y Nothofagus dombeyi (Vulnerable)
- Bosque caducifolio templado andino donde predominan Nothofagus pumilio y Araucaria araucana (Vulnerable)
- Bosque caducifolio templado andino donde predominan Nothofagus pumilio y Azara alpina (Vulnerable)
- Bosque resinoso templado andino donde predominan Araucaria araucana y Nothofagus dombeyi (Vulnerable)
- Bosque siempreverde templado andino donde predominan Nothofagus dombeyi y Gaultheria phillyreifolia (Vulnerable)
- Matorral bajo templado andino donde predominan Adesmia longipes y Senecio bipontinii (Vulnerable)
- Matorral bajo templado andino donde predominan Discaria chacaye y Berberis empetrifolia (Vulnerable)
- Zonas geográficas hinóspitas sin vegetación (Sin información)

### Medidas de protección ambiental y conflictos socioambientales
Hasta 2022, la comuna de Melipeuco cuenta con las siguientes zonas que poseen algún nivel de protección ambiental:
- Araucarias (Reserva de la Biósfera)[12]
- La Baita Conguillio (Iniciativa de Conservación Privada)[13]
- Parque Nacional Conguillío (Parque Nacional)[14]
- Reserva Forestal China Muerta (Reserva Forestal)[15]
- Reserva Forestal Villarrica (Reserva Forestal)[16]

## Administración

### Representación parlamentaria
Integra junto a las comunas de Angol, Collipulli, Curacautín, Ercilla, Lonquimay, Los Sauces, Lumaco, Purén, Renaico, Traiguén y Victoria (de la Provincia de Malleco); Galvarino, Lautaro, Perquenco y Vilcún (de la Provincia de Cautín); el Distrito Electoral n.º 22 que elige a cuatro diputados. Así mismo pertenece a la XI Circunscripción Senatorial que comprende a la Región de La Araucanía que cuenta con cinco escaños en el Senado.

## Economía
En 2018, la cantidad de empresas registradas en Melipeuco fue de 49. El Índice de Complejidad Económica (ECI) en el mismo año fue de -0,93, mientras que las actividades económicas con mayor índice de Ventaja Comparativa Revelada (RCA) fueron Generación Hidroeléctrica (105,45), Otros Tipos de Hospedaje Temporal como Camping, Albergues, Posadas, Refugios (21,16) y Almacenes Medianos para Venta de Alimentos, Supermercados y Minimarkets (19,8).

## Cultura
La comuna de Melipeuco está ligada gran parte a la cultura del pueblo mapuche dando gran realce a cada una de sus tradiciones ya sea el We Tripantu o el Guillatún .                                                                                                                   
También está atada a las grandes tradiciones de los colonos y criollos llegados en la antigüedad y marcando su cultura aquellos que se asentaron en la zona rural aprendieron a dominar lo hostil de la naturaleza ellos fueron llamados baqueanos los cuales perduran hasta nuestros días, realzando sus labores se organizó la Fiesta del Baqueano, la cual recuerda las más antiguas tradiciones de estos antiguos pioneros.

## Lugares de interés
Por su atractivo natural, la comuna se ha trasformado en una de las más turísticas de la Región de la Araucanía, además se caracteriza por sus cristalinas aguas en los ríos cercanos, la pesca deportiva se realiza a lo largo del Río Allipén, además de actividades deportivas como descenso de río, cabalgatas y senderismo, entre otros.

### Parque nacional Conguillío

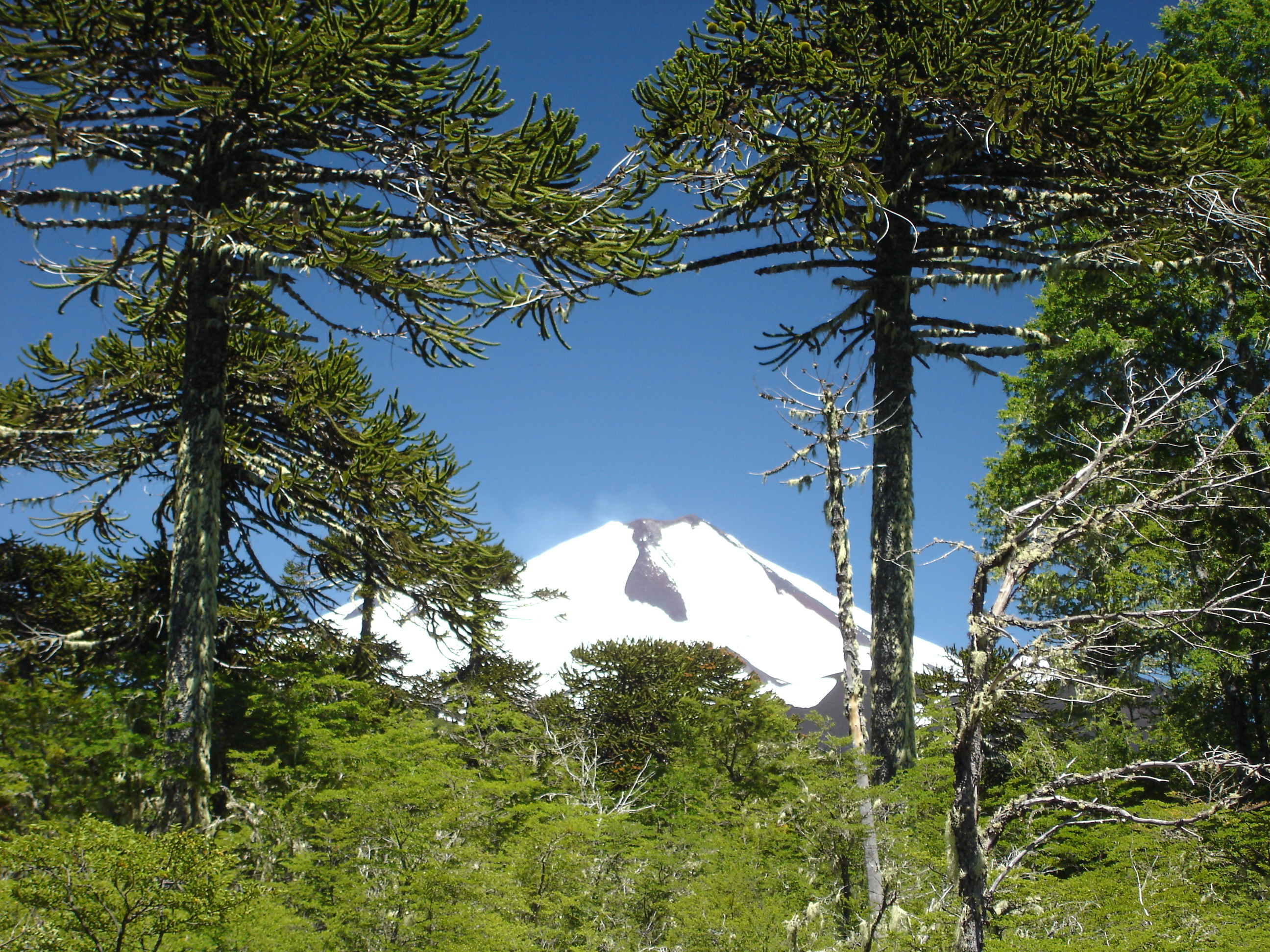
Conguillio sector Truful Truful.

Tiene una superficie de 60 832 ha inicialmente formado por dos parques distintos (PN.Conguillio y PN. Los Paraguas) siendo unidos y formando el parque actual. La belleza del parque se debe a sus lagos y lagunas, al volcán Llaima, su vegetación nativa, destacando las araucarias, los ñirres, los coihues, las lengas, palos santos, raulíes, entre otros, que junto con las variadas plantas y flores conforman uno de los parques más visitados de Chile, llamando la atención mayormente a los turistas extranjeros, e incluso a la cadena de la BBC quien denominó a este parque nacional como uno de los últimos refugios del mundo en preservar el paisaje donde vivieron los dinosaurios. En este lugar se filmó el documental Caminando con los Dinosaurios.

### Vías de accesos

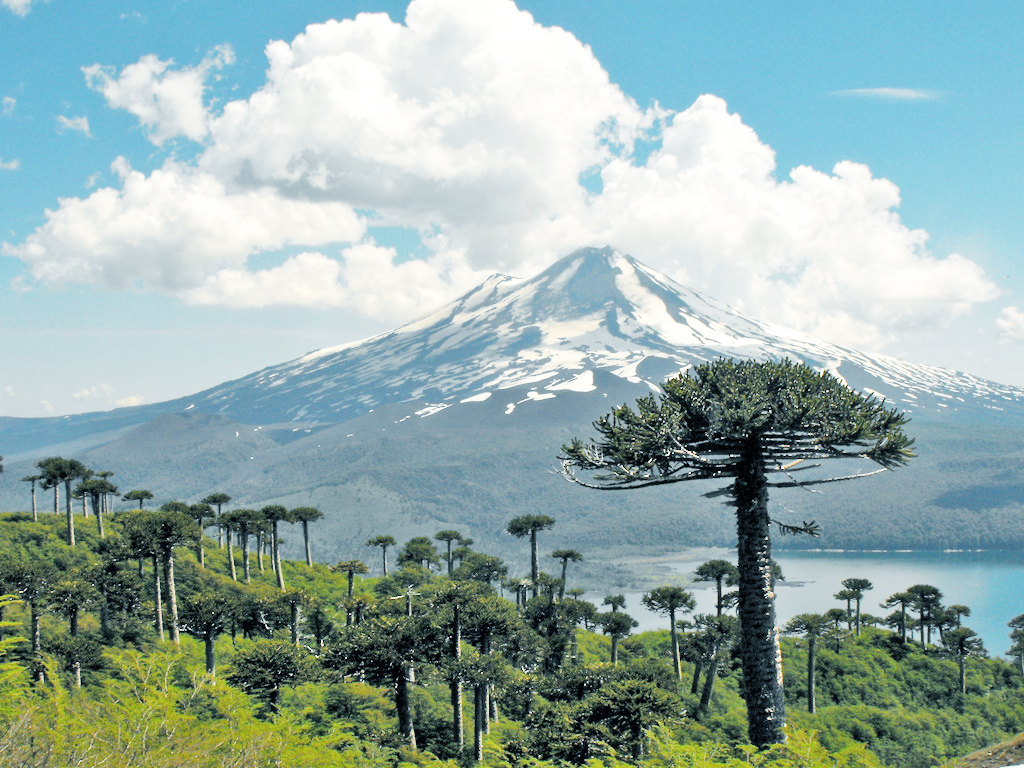
Araucaria y volcán Llaima de fondo.

- Sector Los Paraguas: se accede por el camino Cajón-Vilcún-Cherquenco, es asfaltado desde Cajón hasta Cherquenco, el resto es ripiado, transitable todo el año, excepto días de nieve, en los cuales se debe usar cadenas y doble tracción.
- Sector Conguillío: se llega por el camino Victoria-Curacautín, Ruta CH-181, camino asfaltado hasta Curacautín, el resto es ripiado, transitable todo el año hasta guardería Captrén, dependiendo de la acumulación de nieve, el resto solo es transitable en período estival, de noviembre a marzo. También se puede acceder a este sector hasta la entrada del Parque, vía Lautaro-Curacautín, hasta Curacautín es asfaltado, el resto ripiado en buen estado; luego continúa calamitoso hasta la caseta de control, 8 km aproximadamente.
- Sector Truful-Truful: desde Temuco se accede por Padre las Casas, por la ruta a Cunco, todo asfaltado hasta Melipeuco, teniendo luego partes con ripio y asfalto, para llegar a la caseta Truful-Truful (en el año 2011 se inició el proceso de asfaltado del camino desde Melipeuco al parque).

### Senderos
La comuna cuenta con una variedad de senderos para explorar, cada uno ofreciendo distintas experiencias y desafíos. Los senderos varían en longitud, desde el más corto, Lan Lan, de solo 0.2 km, hasta Los Escoriales, el más largo con 17.8 km. La duración de las rutas también varía, desde caminatas cortas de 20 minutos hasta travesías más extensas que pueden durar hasta 10 horas. Entre ellos, destacan Sierra Nevada y Travesía a Malalcahuello por sus vistas panorámicas y desafíos para los aventureros.[cita requerida]

## Transporte

### Ubicación y rutas
Para llegar a Melipeuco se puede arribar a la ciudad de Santiago de Chile, 675 km al sur conectar con Temuco, capital de la Novena Región de Chile para luego continuar hacia al sureste 60 km comuna de Cunco, para luego de 35 km arribar a Melipeuco, todo este tramo se encuentra asfaltado y en buenas condiciones.
Melipeuco está conectado con la ciudad de Temuco por bus con frecuencias diarias. Cruzando la comuna, 35 km en dirección este, es posible acceder al paso fronterizo de Icalma, el que conecta con la ciudad de Neuquén en la República Argentina. Siendo esta la ruta más corta a nivel regional.

## Medios de comunicación

### Radioemisoras
- 88.7 - Radio Mirador
- 96.1 - Radio Cumbres FM

### Televisión
- 3 - Chilevisión
- 5 - TVN
- 8 - Canal 13
- 10 - Mega